# Holland-Test
Der Holland-Test ist ein Untersuchungsverfahren für pyrotechnische Sätze (chemische Gemenge), das 1927 von dem Holländer Thomas entwickelt wurde. Dabei werden Treibstoffe 72 Stunden bei 105 °C (mehrbasige Treibmittel, wie z. B. Gemische aus Nitrocellulose und Nitroglycerin) oder bei 110 °C (einbasige Treibmittel, wie z. B. Nitrocellulose) erhitzt, wodurch deren chemische Beständigkeit geprüft wird. Wichtig zu beachten ist, dass der eintretende Masseverlust in den ersten acht Stunden nicht mehr als 2 % betragen darf. Die Durchführung erfolgt mithilfe von genormten Gefäßen, meist Röhren mit Schliff oder kleinen Kolben. 

Durch diesen Test wird das Entweichen von gasförmigen Zersetzungsprodukten, wie z. B. Kohlenstoffdioxid und Stickstoff sowie von Wasser gemessen.